# Portrait d'Anne, comtesse de Chesterfield
Portrait d'Anne, comtesse de Chesterfield – en anglais Portrait of Anne, Countess of Chesterfield – est un tableau réalisé par le peintre anglais Thomas Gainsborough en 1777-1778. Cette huile sur toile est le portrait d'Anne Thistlethwayte, épouse de Philip Stanhope. Vêtue d'une robe bleue, elle y figure en haut d'un escalier extérieur, devant un paysage rural. Don de J. Paul Getty, l'œuvre fait partie depuis 1971 des collections du J. Paul Getty Museum de Los Angeles, aux États-Unis.